# Cystonectae
É uma subordem de cnidários da ordem hydrozoa. Apesar da semelhança, elas não são medusas, mas sim colónias de pequenos pólipos flutuantes. Essa subordem contem as seguintes famílias: